# Murat Yıldırım
Murat Yıldırım (Konya, 13 de abril de 1979) es un actor turco.

## Biografía
Murat Yıldırım nació en Konya, Turquía. Su padre, de ascendencia kurda, era profesor de literatura. Su madre es de ascendencia árabe. Debido al trabajo de su padre Yıldırım creció entre Konya y Adana. El tiene dos hermanas.
Se graduó en Ingeniería Mecánica por la Universidad Técnica de Yildiz en Estambul, Turquía.  Su interés por la música y por el teatro empezó desde muy temprano. Siendo estudiante, Yıldırım tocaba en una banda.  Durante su época de estudiante también perteneció al elenco teatral  de su Universidad y tomaba clases de actuación

## Filmografía

### Televisión
| Año       | Título            | Personaje           | Nota(s)        |
| --------- | ----------------- | ------------------- | -------------- |
| 2003      | Hayat Bilgisi     |                     | Invitado       |
| 2003      | Patron Kim        |                     | Invitado       |
| 2003      | Ölümsüz Aşk       |                     | Rol secundario |
| 2004      | Bütün Çocuklarım  | Mesut               | Rol secundario |
| 2004      | Büyük Yalan       | Okan                | 2.temporada    |
| 2006      | Fırtına           | Ali                 | Protagonista   |
| 2007-2009 | Asi               | Demir Doğan         | Protagonista   |
| 2009      | Ey Aşk Nerdesin   | Çetin               |                |
| 2010-2011 | Aşk ve Ceza       | Savaş Baldar        | Protagonista   |
| 2012      | Suskunlar         | Ecevit (Şerif) Oran | Protagonista   |
| 2016      | Gecenin Kraliçesi | Kartal Sakallıoğlu  | Protagonista   |
| 2020      | Ramo              | Ramazan Kaya        | Protagonista   |

### Cine
| Año  | Título                     | Personaje   | Nota(s)      |
| ---- | -------------------------- | ----------- | ------------ |
| 2005 | Organize İşler             |             |              |
| 2006 | Araf                       | Cenk        |              |
| 2009 | Güz Sancısı                | Behçet      | Protagonista |
| 2014 | Kırımlı                    | Sadık Turan | Protagonista |
| 2015 | Kocan Kadar Konuş          | Sinan       | Protagonista |
| 2016 | Kocan Kadar Konuş: Diriliş | Sinan       | Protagonista |
| 2017 | Sonsuz Aşk                 | Can         | Protagonista |
| 2017 | Ayla: The Daughter of War  | Mesut       |              |
| 2017 | İlk Öpücük                 | Hakan       | Protagonista |